# Meirav Ben-Ari

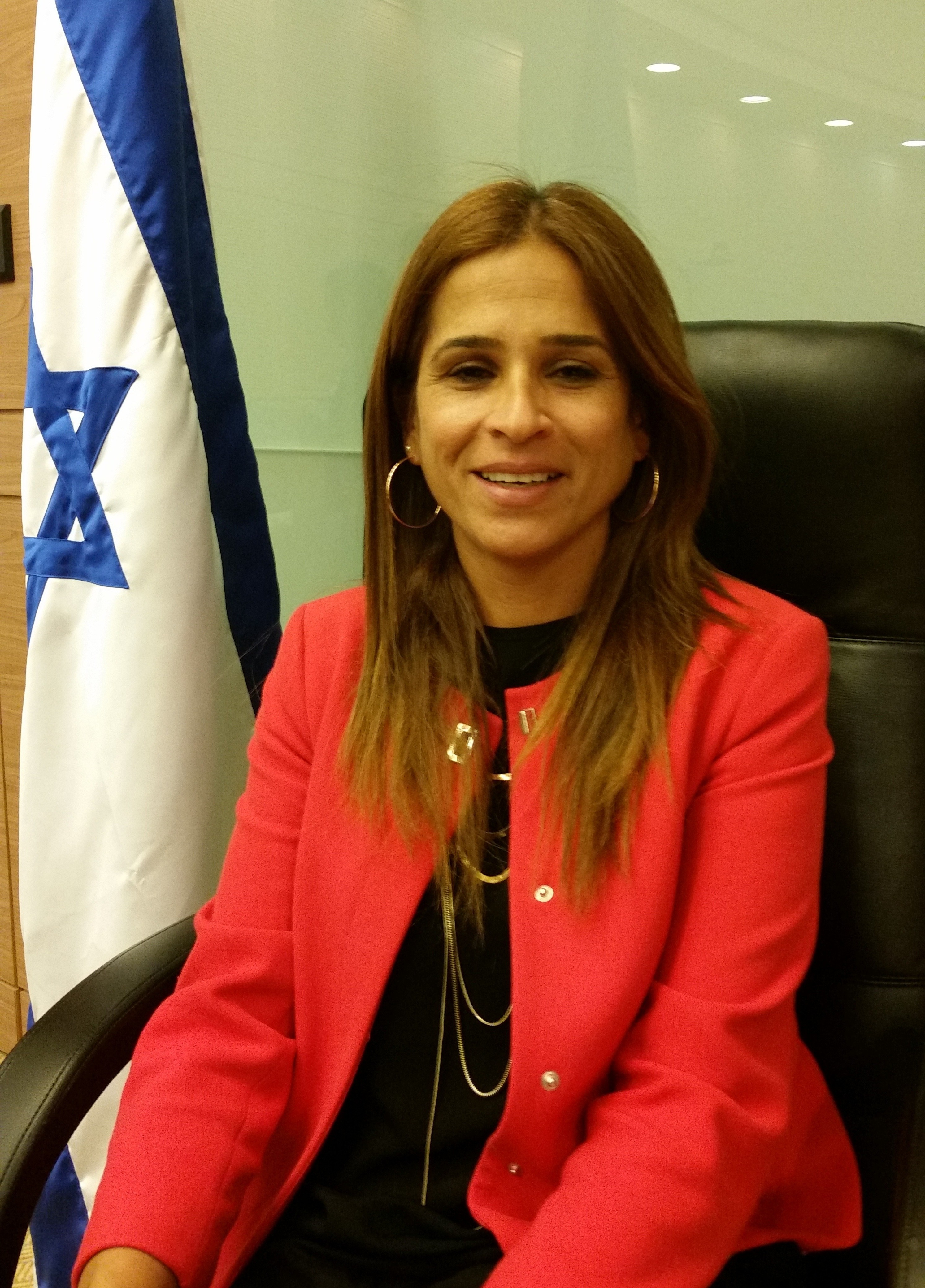
Meirav Ben-Ari

Meirav Ben-Ari (hebräisch מירב בן-ארי; * 13. November 1975 in Netanja) ist eine israelische Politikerin der Kulanu.

## Leben
Nach ihrem Militärdienst studierte Ben-Ari Rechtswissenschaften und Verwaltungswissenschaften am Interdisciplinary Center Herzliya. 2005 gewann sie die Fernsehshow Needed: A Leader. Ben-Ari ist seit Mai 2015 Abgeordnete in der Knesset. Sie wohnt in Tel Aviv.